# Hinton on the Green
Hinton on the Green – wieś w Anglii, w hrabstwie Worcestershire, w dystrykcie Wychavon. Leży 24 km na południowy wschód od miasta Worcester i 141 km na północny zachód od Londynu. Miejscowość liczy 234 mieszkańców.